# Adolphe Pictet
Adolphe Pictet (Lancy, 11 de septiembre de 1799-Ginebra, 20 de diciembre de 1875) fue un filólogo, lingüista y etnólogo suizo. Es famoso por sus estudios de lingüística comparada donde relacionaba las lenguas indoeuropeas con el sánscrito.

## Biografía
Era primo del biólogo François-Jules Pictet de la Rive y su padre fue Charles Pictet de Rochemont.

## Obras
- De l'affinité des langues celtiques avec le Sanscrit (1837).
- Du beau dans la nature (2ª ed. 1875).
- Les origines indo-européennes ou les Aryas primitifs (2ª ed. 1878, 3 vols